# Азовлаг
Азовський ВТТ (рос. АЗОВСКИЙ ИТЛ, Азовлаг) — підрозділ, що діяв в структурі Головного управління виправно-трудових таборів Народного комісаріату внутрішніх справ СРСР (ГУЛАГ НКВД).
Час існування: організований 14.05.53; закритий 05.06.53. На момент закриття нараховувалося 3590 ув'язнених.
Дислокація: Українська РСР, Дніпропетровська область, м.Кривий Ріг

## Історія
Азовлаг був перейменований з «Будівництва 462 і ВТТ». Від травня до жовтня 1951 у Кривому Розі діяло «Будівництво 462 та ВТТ», воно здійснювало спорудження комбінату № 9, трьох шахт, ремонтно-механічного заводу, видобувало пісок та камінь, прокладало дороги, зводило житлові й комунальні об'єкти. У ВТТ цього «Будівництва» утримувалося від 5 до 7 тис. в'язнів. У травні 1953 на базі цього «Будівництва» було утворено Азовський ВТТ (Азовлаг), котрий проіснував до травня 1955, останній рік як табірне відділення.